# Baggara

Emir Naaman vom Stamm der Baggara. Er trägt das für die Anhänger Muhammad Ahmads typischen mit Flicken besetzte Dschibba.

Verbreitungsgebiet der Baggara: im Zentrum des Gebietes der Tschad, östlich in den Sudan hineinragend, westlich nach Nordost-Nigeria

Baggara (auch Baqqara; arabisch البقارة, DMG al-baqqāra, von بقرة / baqara / ‚Kuh‘) ist die zusammenfassende Bezeichnung für halbnomadisch lebende arabischsprachige Rinderhirten im Sudan, dem Tschad und teilweise auch in anderen Sahel-Ländern. Der Begriff Baggara wird abgrenzend zu Aballa (Kamelnomaden) und Zurga (Bauern) verwendet und fasst eine Vielzahl unterschiedlicher Stämme zusammen.
Im Tschad werden die Baggara auf Tschadisch-Arabisch als Schuwa bezeichnet.
Die Baggara gehen zumindest teilweise auf Kamelnomaden zurück, die, als sie von Norden kommend in feuchtere Gebiete vorstießen, die Kamelzucht zugunsten der Rinderzucht aufgaben. In ihrem heutigen Verbreitungsgebiet haben sie auch andere rinderzüchtende Nomaden in ihre Volksgruppe assimiliert, darunter Teile der Fur.
Die Baggara gehören verschiedenen Stämmen an, die für ihre Identität wichtiger sind als ihre Identität als Baggara. Sie waren traditionell als Sklavenhändler bekannt, die ackerbautreibende Völker weiter im Süden überfielen. Im Sezessionskrieg im Südsudan rüstete die sudanesische Regierung Baggara-Milizen auf, um gegen die südsudanesischen Rebellen zu kämpfen. Solche Milizen, als Popular Defence Forces oder Murahalin bekannt, überfielen Dörfer der Dinka und anderer südsudanesischer Volksgruppen, mit denen sie um Land und Wasser konkurrieren. Dabei verschleppten sie vielfach Zivilisten in die Sklaverei. Auch im Darfur-Konflikt sind Baggara-Milizen auf Seiten der Regierung beteiligt.
Die Baggara sind sunnitische Muslime.
Die Baggara von Darfur und Kordofan waren die wichtigsten Anhänger des Mahdi im Mahdi-Aufstand von 1881 bis 1899.